# Letališče Subotica
Letališče Subotica (srbska latinica Aerodrom Subotica) je letališče v Srbiji, ki primarno oskrbuje Subotico.